# 亚太反洗钱组织
亚太反洗钱组织（英語：Asia/Pacific Group on Money Laundering）是反洗钱金融行动特别工作组的区域性国际政府间组织，其成员致力于执行反洗钱（AML），反资助恐怖主义（CTF）和反大规模毁灭性武器扩散融资的国际标准。
APG于1997年在泰国曼谷成立，目前由亚太地区的41个成员管辖区以及一些观察员管辖区和国际/区域观察员组织组成。
APG有两名联合主席：一名常任主席和一名两年任期轮换的联合主席。常任联合主席是澳大利亚，由副专员伊恩·麦卡特尼（Ian McCartney）（2019）代表澳大利亚联邦警察，现任轮换联合主席来自马来西亚马来西亚中央银行，由马其顿副省长Marzunisham Omar先生（2020）代表。
加入APG的司法管辖区，无论是作为成员还是观察员，都要遵守反洗钱金融行动特别工作组（FATF）的建议。

## 角色
APG的角色，包括：
- 通过相互评估计划，评估APG成员是否遵守国际反洗钱/打击资助恐怖主义行为（AML / CFT）标准；
- 支持国际反洗钱/打击资助恐怖主义标准的执行，包括协调多边和双边技术援助以及与捐助国和机构的培训；
- 对洗钱和恐怖主义筹资趋势和方法进行研究和分析；
- 参加国际反洗钱/打击资助恐怖主义网络并与之合作，并通过在金融行动特别工作组中的准成员为标准的全球政策制定做出贡献；
- 与私营部门合作，提高该地区对反洗钱/打击资助恐怖主义问题的认识。私营部门的参与包括与金融和非金融机构，学术界和媒体的互动。

APG对成员进行相互评估，以确定他们是否遵守或在何种程度上遵守了履行全球反洗钱和反恐融资标准的义务。其中一些报告是与反洗钱/打击资助恐怖主义其他机构（例如，反洗钱金融行动特别工作组，国际货币基金组织，世界银行和国际金融中心主管小组）联合执行的。每年的最终报告都会在APG年度会议上进行审议，并在完成审查后根据内部政策在APG网站上发布。
APG在该地区还具有广泛的技术援助和培训功能。 APG是第一个采用反洗钱金融行动特别工作组形式的地区机构，该机构具有针对反洗钱/打击资助恐怖主义问题的技术援助和培训的正式制度化程序。每年在该地区开展一系列活动，以评估APG成员的技术和培训需求，然后秘书处协调多边和双边捐助者的援助。 APG与世界银行共同制定了“战略实施计划框架”，以帮助APG成员优先考虑和实施APG相互评估报告中提出的建议。
APG的类型学工作计划研究了亚太地区洗钱和恐怖分子融资的趋势。 类型学报告发布在APG网站上，并提供APG成员的案例研究，进而帮助政策制定者和执法机构了解如何针对资源在国内和国际上预防这些犯罪。 APG发布的一些报告包括赌博和赌场领域的洗钱趋势； 通过替代性汇款系统和地下银行进行洗钱和恐怖主义融资的风险； 基于贸易的洗钱； 和金钱与黄金有关的洗钱风险。最近的项目包括审查通过社交媒体筹集的恐怖分子资金，以及通过人口贩运和人口走私进行的洗钱和恐怖分子资金。
APG还为太平洋国家/地区和司法辖区提供了一项多年技术援助计划，该计划仅由新西兰政府资助。该计划包括在法律起草，执法培训和能力建设方面的强化援助和培训，以及加强金融和非金融部门反洗钱/打击资助恐怖主义的监督。 

## APG秘书处
APG秘书处位于澳大利亚悉尼。秘书处是根据组织的主要工作流程而组织的，相互评估，技术援助，全球反洗钱/打击资助恐怖主义网络内的准会员计划以及类型研究。 执行秘书是戈登·胡克博士（Gordon Hook），他是在APG任职之前在加拿大和新西兰从事私法和公法执业的律师。他拥有加拿大达尔豪西大学的法学学士学位和惠灵顿维多利亚大学（新西兰）的法学博士学位。胡博士在法律期刊和书籍中发表大量文章。

## APG成员
截至2023年7月，APG有42个司法管辖区成员，如下所示： 
1. 阿富汗
2. 不丹
3. 柬埔寨
4. 加拿大
5. 中國
6. 庫克群島
7. 斐济
8. 中国香港
9. 印度
10. 印度尼西亞
11. 日本
12. 中国澳门
13. 马来西亚
14. 馬爾地夫
15. 马绍尔群岛
16. 蒙古国
17. 緬甸
18. 瑙鲁
19. 尼泊尔
20. 新西兰
21. 纽埃
22. 巴基斯坦
23. 帛琉
24. 菲律賓
25. 萨摩亚
26. 新加坡
27. 所罗门群岛
28. 斯里蘭卡
29. 中華台北
30. 泰國
31. 东帝汶
32. 美国
33. 越南

其中的12个也是FATF的成员，即: ； 加拿大； 印度； 中华人民共和国； 中國香港； 印度尼西亞； 日本； 大韓民國； 马来西亚； 新西兰； 新加坡和 美国。 
APG是反洗钱金融行动特别工作组的准成员，该小组使APG的各个成员代表能够以APG代表的身份参加反洗钱金融行动特别工作组会议，并就政策和运营问题进行干预。 APG还与反洗钱金融行动特别工作组和其他反洗钱金融行动特别工作组区域机构举行了联席会议。

## APG观察员
APG观察员包括与APG合作以支持地区实施反洗钱/打击资助恐怖主义国际标准的辖区和组织。  
在观察员管辖区中，有些是“支持观察员”（包括 法國， 德国， 俄羅斯和 英国），它们并非APG成员 ，它们是反洗钱金融行动特别工作组或反洗钱金融行动特别工作组式地区组织的成员。其他人则是有亚太地区存在的成员资格候选人。  
以下司法管辖区是APG观察员： 
- 朝鲜民主主义人民共和国（2024年9月24日被剥夺）
- 法国
- 德国
- 基里巴斯
- 密克罗尼西亚联邦
- 俄罗斯联邦（2022年7月26日终止）
- 图瓦卢（2023年7月成为正式成员）
- 英国
- 哈萨克斯坦
- 阿联酋

以下国际和区域组织是APG的观察员：
- 亚太经济合作组织 (APEC)
- 亚洲开发银行 (ADB)
- 经济合作与发展组织
- 东南亚国家联盟 (ASEAN) (秘书处)
- 艾格蒙联盟 (Egmont)
- 欧盟委员会
- 反洗钱金融行动特别工作组 (FATF)
- 国际货币基金组织 (IMF)
- 国际刑警组织
- 联合国
- 世界银行
- 世界海关组织 (WCO)